# Jens Hultén
Jens Charley Hultén (født 6. december 1963) er en svensk skuespiller, der hovedsageligt er kendt for sine roller i forskellige krimiserier. En bemærkelsesværdig rolle er som gangsteren Seth Rydell i Johan Falk-filmene. Hans mest kendte engelsktalende rolle er som Janik Vinter i actionfilmen Mission: Impossible – Rogue Nation (2015). Hultén optrådte desuden også i Bond-filmen Skyfall fra 2012 som en håndlanger, der slås med Bond under en frosen sø.
I 2019 blev Jens Hultén nomineret til Kristallen for sin medvirken i miniserien Søstre.

## Udvalgt filmografi
- Tre kronor (tv-serie, 1996, ukrediteret)
- Under overfladen (1997)
- Insider (tv-serie, 1999)
- Blå mandag (2001)
- Kommissarie Winter (tv-serie, 2001)
- Ørnen (tv-serie, 2004)
- Graven (tv-serie, 2004-2005)
- Kommissionen (tv-serie, 2005)
- Wallander (tv-serie, 2005-2009)
- Lilla Jönssonligan och stjärnkuppen (2006)
- Höök (tv-serie, 2007)
- Gränsen (2011)
- Johan Falk (filmserie, 2012)
- Skyfall (2012)
- Kommissæren og havet (tv-serie, 2012-2020)
- Den hundredårige der kravlede ud ad vinduet og forsvandt (2013)
- Jönssonligan - Den perfekta stöten (2015)
- Mission: Impossible - Rogue Nation (2015)
- LasseMajas Detektivbureau: Stella Nostra (2015)
- Den hundredetårige der stak af fra regningen og forsvandt (2016)
- Hassel (tv-serie, 2017)
- 95 (2017)
- Alpha (2018)
- Conspiracy of Silence (tv-serie, 2018)
- Søstre (tv-serie, 2018)
- Bäckström (tv-serie, 2020-2022)
- Hilma (2022)
- De lydløse (2024)
- Maffia (tv-serie, 2025)